# Liste der Biografien/Simp
Liste der Biografien |
Portal Biografien |
Personensuche
# |
A |
B |
C |
D |
E |
F |
G |
H |
I |
J |
K |
L |
M |
N |
O |
P |
Q |
R |
S |
T |
U |
V |
W |
X |
Y |
Z |
?
 
Sa |
Sb |
Sc |
Sd |
Se |
Sf |
Sg |
Sh |
Si |
Sj |
Sk |
Sl |
Sm |
Sn |
So |
Sp |
Sq |
Sr |
Ss |
St |
Su |
Sv |
Sw |
Sy |
Sz
 
Sia |
Sib |
Sic |
Sid |
Sie |
Sif |
Sig |
Sih |
Sii |
Sij |
Sik |
Sil |
Sim |
Sin |
Sio |
Sip |
Siq |
Sir |
Sis |
Sit |
Siu |
Siv |
Siw |
Six |
Siy |
Siz
 
Sima |
Simb |
Simc |
Sime |
Simg |
Simh |
Simi |
Simj |
Simk |
Siml |
Simm |
Simn |
Simo |
Simp |
Simr |
Sims |
Simt |
Simu |
Simw |
Simz
Die Liste der Biografien führt alle Personen auf, die in der deutschsprachigen Wikipedia einen Artikel haben. Dieses ist eine Teilliste mit 185 Einträgen von Personen, deren Namen mit den Buchstaben „Simp“ beginnt.

## Simp

### Simpa
- Simpara, Youssouf (* 1979), malischer Sprinter

### Simpe
- Simper, Lisbeth (* 1978), dänische Radrennfahrerin
- Simper, Nick (* 1945), englischer Bassist
- Simperl, Leopold (* 1942), österreichischer Politiker (SPÖ), Mitglied des Bundesrates
- Šimperský, Adolf (1909–1964), tschechoslowakischer Fußballspieler
- Simpert († 791), Bischof von Regensburg
- Simpert († 807), Bischof in Augsburg und NeuburgSimpert († 807)

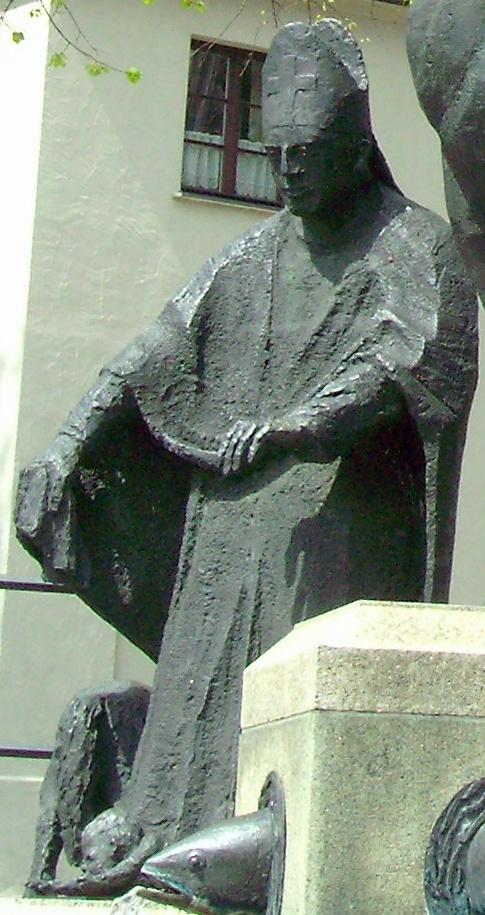
Simpert († 807)

- Simpertegui, Manuel (* 1988), chilenischer Fußballspieler

### Simpf
- Simpfendörfer, Hansmartin (1934–2024), deutscher Politiker (SPD), MdB
- Simpfendörfer, Karl (1906–1984), deutscher Politiker (CDU), MdB
- Simpfendörfer, Wilhelm (1888–1973), deutscher Politiker (CSVD, CDU), MdR, MdL, Minister

### Simpk
- Simpkins, Andy (1932–1999), amerikanischer Jazzmusiker (Kontrabass, Komposition)
- Simpkins, Charles (* 1963), US-amerikanischer Leichtathlet
- Simpkins, Dickey (* 1972), US-amerikanischer Basketballspieler
- Simpkins, John (1862–1898), US-amerikanischer Politiker
- Simpkins, Ryan (* 1998), US-amerikanische SchauspielerinRyan Simpkins (* 1998)

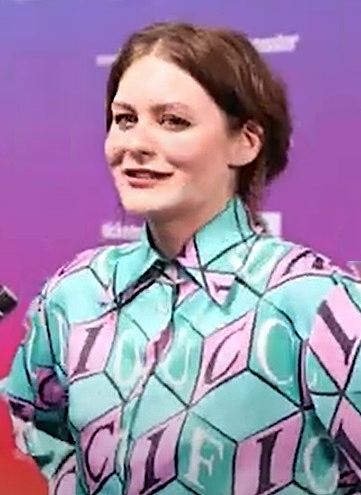
Ryan Simpkins (* 1998)

- Simpkins, Ty (* 2001), US-amerikanischer Schauspieler

### Simpl
- Simple Kid, irischer Musiker, Songschreiber und Produzent
- Simplicinius Genialis, Marcus, römischer Ritter
- Simplício, Fábio (* 1979), brasilianischer Fußballspieler
- Simplicius, christlicher Heiliger und Märtyrer
- Simplicius († 483), Patriarch von Rom und Papst (468–483)
- Simplicius Quietus, Marcus, römischer Offizier (Kaiserzeit)
- Simplicius Simplex, Marcus, römischer Offizier (Kaiserzeit)
- Simplikios, spätantiker griechischer Philosoph
- Simplot, Alexander (1837–1914), US-amerikanischer Maler und Zeichner
- Simplot, John (1909–2008), US-amerikanischer Unternehmer

### Simps
- Simpson Arnow, Harriette (1908–1986), US-amerikanische Autorin
- Simpson Miller, Portia (* 1945), jamaikanische Politikerin (PNP) und Premierministerin von Jamaika
- Simpson, Adele (1903–1995), US-amerikanische Modeschöpferin
- Simpson, Adrian (* 1962), britisch-deutscher Sprachwissenschaftler und Professor für Sprechwissenschaft
- Simpson, Alan (1940–2024), britischer Mittel- und Langstreckenläufer
- Simpson, Alan K. (1931–2025), US-amerikanischer Politiker (Republikanische Partei)
- Simpson, Albert Benjamin (1843–1919), kanadischer presbyterianischer Theologe
- Simpson, Alli (* 1998), australische Sängerin, Schauspielerin, Model und Radio-Moderatorin
- Simpson, Amanda (* 1961), US-amerikanische Transsexuelle, Senior Technical Advisor im US-Handelsministerium
- Simpson, Andrew (1976–2013), britischer Segler
- Simpson, Andrew (* 1989), nordirischer Schauspieler
- Simpson, Archibald (1790–1847), schottischer Architekt
- Simpson, Ashlee (* 1984), US-amerikanische Sängerin und SchauspielerinAshlee Simpson (* 1984)

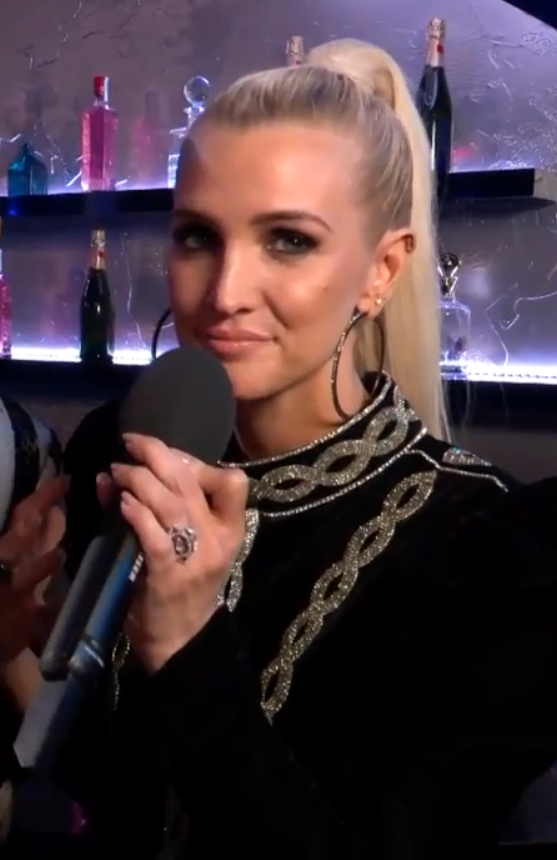
Ashlee Simpson (* 1984)

- Simpson, Billy (1929–2017), nordirischer Fußballspieler
- Simpson, Bob (1936–2025), australischer Cricketspieler
- Simpson, Brandon (* 1981), jamaikanischer Sprinter
- Simpson, Brian (* 1953), britischer Politiker (Labour), MdEP
- Simpson, Brian, britischer Bauingenieur
- Simpson, Bruce (* 1950), kanadischer Stabhochspringer
- Simpson, Carlos (* 1962), US-amerikanischer Mathematiker
- Simpson, Carole († 2012), amerikanische Pop- und Jazzsängerin
- Simpson, Casey (* 2004), US-amerikanischer Schauspieler
- Simpson, Cassino (1909–1952), US-amerikanischer Jazzpianist und Bandleader
- Simpson, Charles Torrey (1846–1932), US-amerikanischer Botaniker und Malakologe
- Simpson, Charles Walter (1885–1971), britischer Maler
- Simpson, Charlie (* 1985), britischer Musiker
- Simpson, Chris (* 1987), englischer Squashspieler
- Simpson, Christopher († 1669), englischer Komponist und Gambenspieler
- Simpson, Claire, britische Filmeditorin
- Simpson, Clarence Lorenzo (1896–1969), liberianischer Politiker und Diplomat
- Simpson, Cody (* 1997), australischer R&B- und Pop-SängerCody Simpson (* 1997)

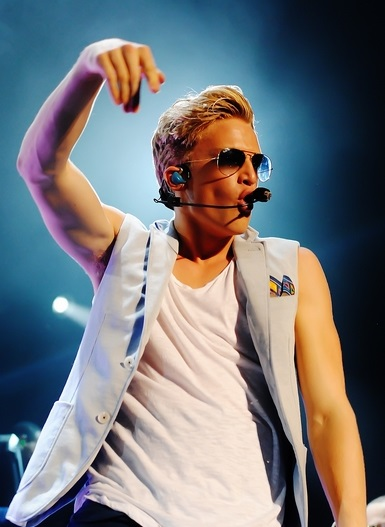
Cody Simpson (* 1997)

- Simpson, Craig (* 1967), kanadischer Eishockeyspieler und -trainer
- Simpson, Dana Claire (* 1977), US-amerikanische Comiczeichnerin
- Simpson, Danny (* 1987), englischer Fußballspieler
- Simpson, Dave (* 1983), kanadischer Fußballspieler
- Simpson, Dillon (* 1993), kanadischer Eishockeyspieler und -trainer
- Simpson, Dirc (* 1966), deutscher Schauspieler
- Simpson, Don (1925–2023), US-amerikanischer Jazz- und Unterhaltungsmusiker (Bass, Arrangement)
- Simpson, Don (1943–1996), US-amerikanischer Filmproduzent
- Simpson, Edna O. (1891–1984), US-amerikanische Politikerin
- Simpson, Edward Hugh (1922–2019), britischer Statistiker
- Simpson, Emily (* 1965), australische Schauspielerin
- Simpson, Ernest (1897–1958), amerikanisch-britischer SchiffsmaklerErnest Simpson (1897–1958)

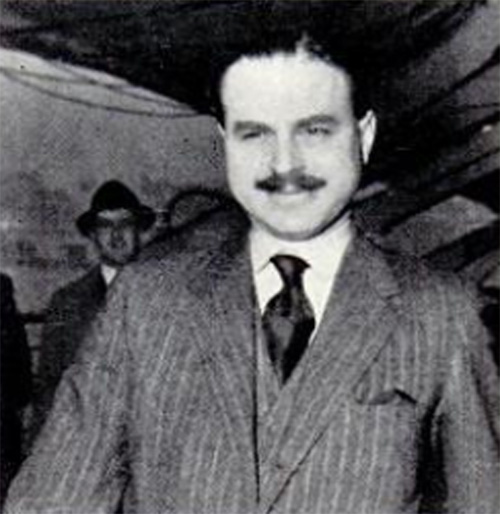
Ernest Simpson (1897–1958)

- Simpson, F. Marion (1854–1932), US-amerikanischer Geschäftsmann und Politiker
- Simpson, Frank (1899–1986), britischer General
- Simpson, Freddie, US-amerikanische Schauspielerin
- Simpson, Frederick (1878–1945), kanadischer Marathonläufer
- Simpson, Geoffrey, australischer Kameramann
- Simpson, George († 1860), kanadischer Leiter der Hudson’s Bay Company
- Simpson, George (1908–1961), US-amerikanischer Sprinter
- Simpson, George Clarke (1878–1965), britischer Meteorologe
- Simpson, George Gaylord (1902–1984), US-amerikanischer Biologe, Zoologe, Paläontologe
- Simpson, George William von (1820–1886), deutscher Rittergutsbesitzer und Politiker, MdR
- Simpson, George, Baron Simpson of Dunkeld (* 1942), britischer Politiker (Labour Party) und Geschäftsmann
- Simpson, Gerry (* 1963), britisch-australischer Völkerrechtler
- Simpson, Gordon C., kanadischer Badmintonspieler
- Simpson, Graham (* 1979), schottischer Badmintonspieler
- Simpson, Hack (1909–1978), kanadischer Eishockeyspieler
- Simpson, Helen (1890–1960), neuseeländische Lehrerin, Universitätsdozentin und Schriftstellerin
- Simpson, Helen (* 1959), britische Schriftstellerin
- Simpson, Helen de Guerry (1897–1940), australische Schriftstellerin; Politikerin der britischen Liberal Party
- Simpson, Ian (* 1971), britischer Motorradrennfahrer
- Simpson, Ivan F. (1875–1951), britischer Film- und Theaterschauspieler
- Simpson, Jack (* 1996), englischer Fußballspieler
- Simpson, James (1873–1938), kanadischer Journalist, Gewerkschafter, Politiker der Linken und 44. Bürgermeister von Toronto
- Simpson, James junior (1905–1960), US-amerikanischer Politiker
- Simpson, James Young (1811–1870), schottischer Arzt
- Simpson, Janet (1944–2010), britische Sprinterin
- Simpson, Jay (* 1988), englischer Fußballspieler
- Simpson, Jemma (* 1984), britische Leichtathletin
- Simpson, Jenny (* 1986), US-amerikanische Mittelstrecken- und Hindernisläuferin
- Simpson, Jerry (1842–1905), US-amerikanischer Politiker
- Simpson, Jessica (* 1980), US-amerikanische Popsängerin und Schauspielerin
- Simpson, Jim (* 1956), US-amerikanischer Theater- und Filmregisseur, Schauspieler, Drehbuchautor, Filmeditor
- Simpson, Jimmi (* 1975), US-amerikanischer Schauspieler
- Simpson, Jimmie (1898–1981), britischer Motorradrennfahrer
- Simpson, Jimmy (* 1992), US-amerikanischer Automobilrennfahrer
- Simpson, Joanne Malkus (1923–2010), US-amerikanische Meteorologin
- Simpson, Joe (1893–1973), kanadischer Eishockeyspieler und -trainer
- Simpson, Joe (* 1960), britischer Bergsteiger und AutorJoe Simpson (* 1960)

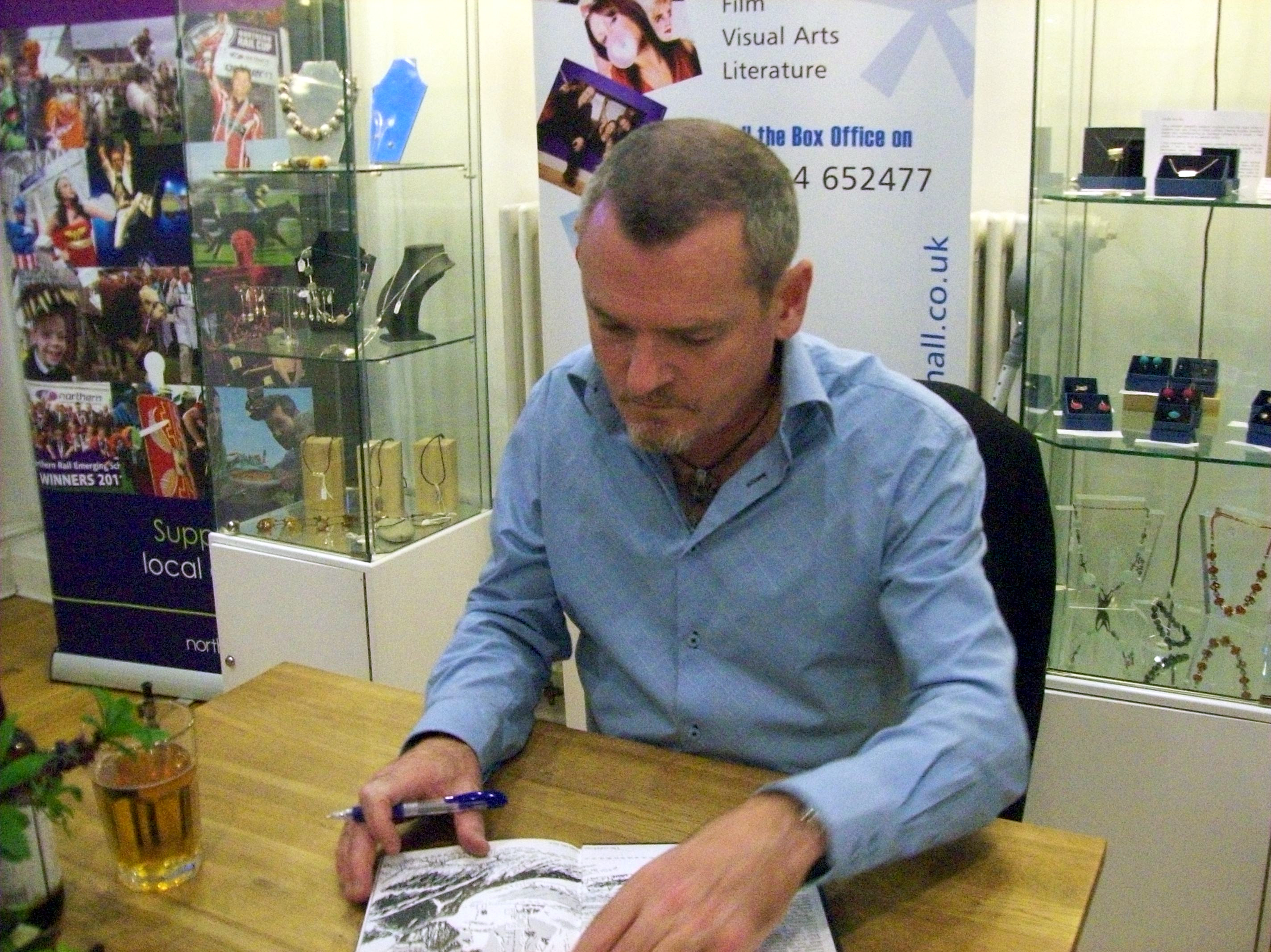
Joe Simpson (* 1960)

- Simpson, John (* 1953), englischer Sprachwissenschaftler, Literaturwissenschaftler, Lexikograf
- Simpson, John Alexander (1916–2000), US-amerikanischer Physiker
- Simpson, John Alexander (1922–2009), schottischer Neurologe
- Simpson, John R. (1932–2017), US-amerikanischer Regierungs- und Polizeibeamter, Direktor des United States Secret Service und Präsident von Interpol
- Simpson, Jordan (* 1985), australischer Fußballspieler
- Simpson, Joseph W. (1870–1944), US-amerikanischer Geschäftsmann und Politiker
- Simpson, Josh (* 1983), kanadischer FußballspielerJosh Simpson (* 1983)

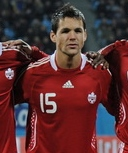
Josh Simpson (* 1983)

- Simpson, Judy (* 1960), britische Siebenkämpferin, Hürdenläuferin und Hochspringerin jamaikanischer Herkunft
- Simpson, Kenneth F. (1895–1941), US-amerikanischer Jurist und Politiker
- Simpson, Kerry (* 1981), kanadische Eisschnellläuferin
- Simpson, Kyffin (* 2004), barbadischer Automobilrennfahrer
- Simpson, Kylie (* 1983), australische Triathletin
- Simpson, Lesley Byrd (1891–1984), US-amerikanischer Historiker, Romanist und Hispanist
- Simpson, Lilian († 1897), britische Bildhauerin und Buchkünstlerin
- Simpson, Lorna (* 1960), US-amerikanische Fotografin, Konzept- und Videokünstlerin
- Simpson, Louis (1923–2012), US-amerikanischer Lyriker, Kritiker und Pulitzer-Preisträger
- Simpson, Malcolm (1933–2020), neuseeländischer Radrennfahrer
- Simpson, Margaret (* 1981), ghanaische Leichtathletin
- Simpson, Marjorie (1924–2003), australische Architektin
- Simpson, Mark (* 1965), britischer Journalist und Schreiber
- Simpson, Maxwell (1815–1902), irischer Chemiker
- Simpson, Mike (* 1950), US-amerikanischer Politiker der Republikanischen Partei
- Simpson, Milward L. (1897–1993), US-amerikanischer Politiker
- Simpson, Molly (* 2002), kanadische Radrennfahrerin
- Simpson, Mona (* 1957), US-amerikanische Romanautorin und Essayistin
- Simpson, Myron (* 1990), neuseeländischer Bahnradsportler
- Simpson, N. F. (1919–2011), englischer Dramatiker
- Simpson, Neil (* 2002), britischer Parasportler
- Simpson, O. J. (1947–2024), US-amerikanischer American-Football-Spieler und SchauspielerO. J. Simpson (1947–2024)

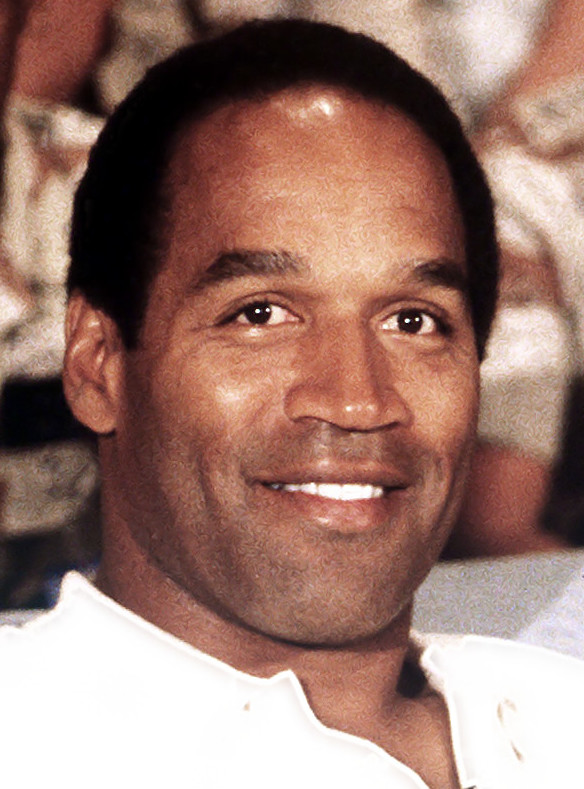
O. J. Simpson (1947–2024)

- Simpson, Oramel H. (1870–1932), US-amerikanischer Politiker
- Simpson, Pascal (* 1971), schwedischer Fußballspieler und -trainer
- Simpson, Peter (* 1945), englischer Fußballspieler
- Simpson, Pierce Adolphus (1837–1900), schottischer Rechtsmediziner und Hochschullehrer
- Simpson, Red (1934–2016), US-amerikanischer Country-Sänger und Songwriter
- Simpson, Reid (* 1969), kanadischer Eishockeyspieler
- Simpson, Rene (1966–2013), kanadische Tennisspielerin
- Simpson, Richard (* 1942), schottischer Politiker
- Simpson, Richard F. (1798–1882), US-amerikanischer Politiker
- Simpson, Richard M. (1900–1960), US-amerikanischer Politiker
- Simpson, Rick, US-amerikanischer Artdirector und Szenenbildner
- Simpson, Robert (1892–1974), US-amerikanischer Hürdenlaufweltrekordler und Leichtathletiktrainer
- Simpson, Robert (1921–1997), britischer Komponist
- Simpson, Robert L. (1910–1977), US-amerikanischer Filmeditor
- Simpson, Ronnie (1930–2004), schottischer Fußballtorhüter
- Simpson, Russell († 1959), US-amerikanischer Schauspieler
- Simpson, Russell (* 1954), neuseeländischer Tennisspieler
- Simpson, Sally S. (* 1954), US-amerikanische Soziologin und Kriminologin
- Simpson, Scott (* 1955), US-amerikanischer Golfspieler
- Simpson, Sean (* 1960), kanadischer Eishockeyspieler und -trainer
- Simpson, Shawn (* 1984), barbadischer Squashspieler
- Simpson, Sherone (* 1984), jamaikanische Sprinterin und Olympiasiegerin
- Simpson, Sid (1894–1958), US-amerikanischer Politiker
- Simpson, Stephen G. (* 1945), US-amerikanischer mathematischer Logiker und Mathematiker
- Simpson, Sturgill (* 1978), US-amerikanischer Countrysänger
- Simpson, Susanne, US-amerikanische Film- und Fernsehproduzentin
- Simpson, Suzi (* 1968), US-amerikanisches Model und Schauspielerin
- Simpson, Terry (* 1943), kanadischer Eishockeytrainer
- Simpson, Thomas (* 1582), englischer Komponist, Gambist und Violinist
- Simpson, Thomas (1710–1761), englischer Mathematiker
- Simpson, Todd (* 1973), kanadischer Eishockeyspieler
- Simpson, Tom (1877–1964), englischer Golfarchitekt
- Simpson, Tom (1937–1967), englischer RadrennfahrerTom Simpson (1937–1967)

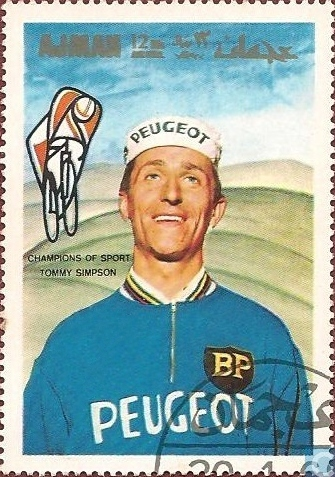
Tom Simpson (1937–1967)

- Simpson, Tom (* 1947), britischer Chemiker
- Simpson, Tyler (1985–2011), australischer Fußballspieler
- Simpson, Valerie (* 1946), US-amerikanische Sängerin, Musikproduzentin und Songwriterin
- Simpson, Wallis (1896–1986), britische Adelige, Duchess of WindsorWallis Simpson (1896–1986)

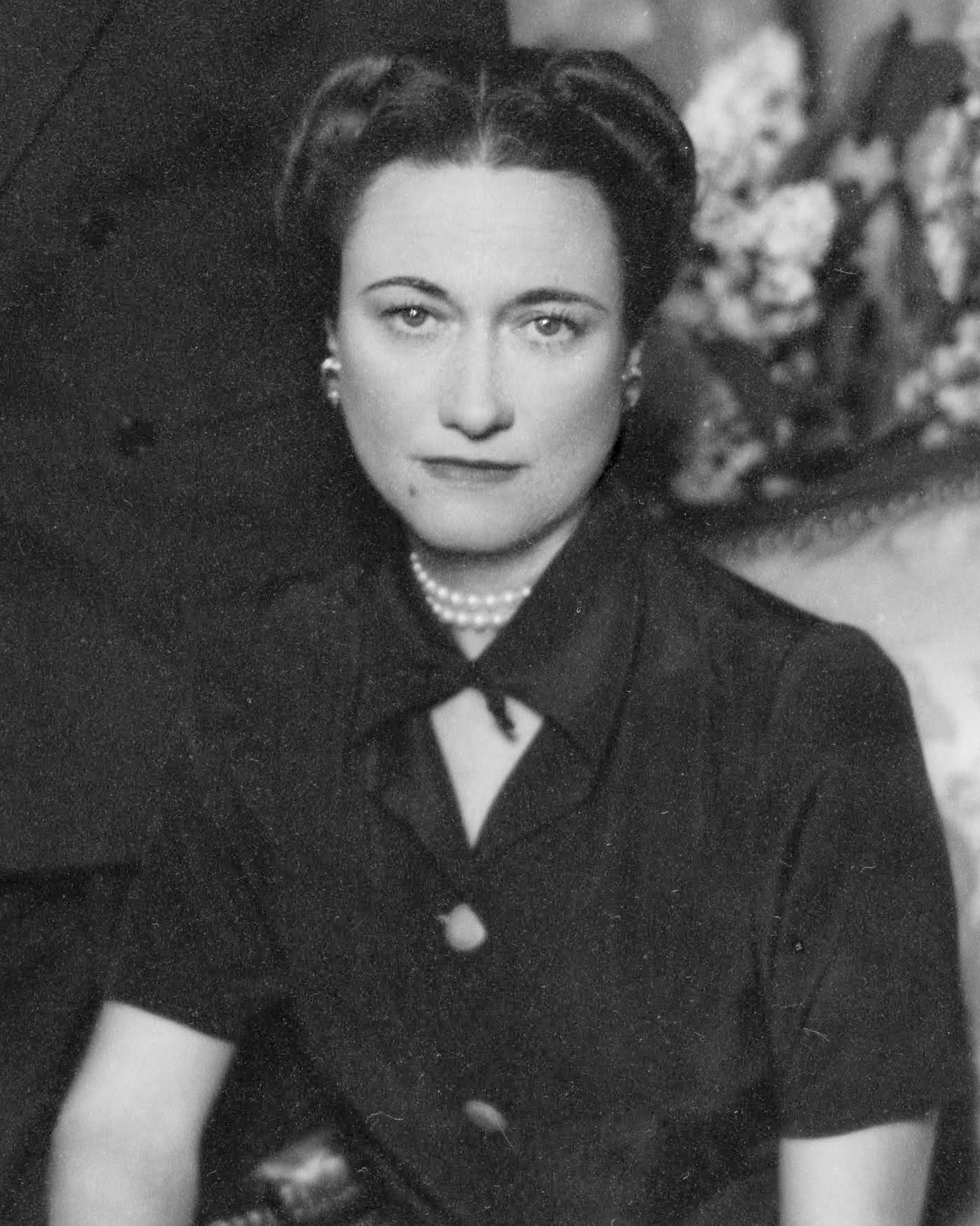
Wallis Simpson (1896–1986)

- Simpson, Warren († 1980), australischer Snookerspieler
- Simpson, Wayne (* 1989), US-amerikanischer Eishockeyspieler
- Simpson, Webb (* 1985), US-amerikanischer Golfer
- Simpson, Wilhelm von (1788–1858), deutscher Rittergutsbesitzer und Politiker
- Simpson, William (1823–1899), britischer Kriegskorrespondent und Künstler
- Simpson, William Dunlap (1823–1890), US-amerikanischer Politiker
- Simpson, William Hood (1888–1980), US-amerikanischer General
- Simpson, William von (1881–1945), deutscher Schriftsteller
- Simpson, Zavier (* 1997), US-amerikanischer Basketballspieler
- Simpson-Larsen, Karoline (* 1997), norwegische Skilangläuferin
- Simpson-Pusey, Jahmai (* 2005), englischer Fußballspieler
- Simpson-Sullivan, Tara (* 2000), britische Hammerwerferin